# 黄惠英
黃惠英（：／ Hwang Hye-yeong，1966年7月16日—），韩国前女子羽毛球运动员，与鄭素英搭档夺得1992年夏季奥林匹克运动会羽毛球比赛女子雙打金牌。

## 外部連結
- 黄惠英在BWFBadminton.com（英语）
- 黄惠英在BWF.TournamentSoftware.com（英语）
- 黄惠英在Olympics.com（英语）
- 黄惠英在Olympedia（英语）